# Obražda
Obražda (en serbe cyrillique : Ображда) est un village de Serbie situé dans la municipalité de Bojnik, district de Jablanica. Au recensement de 2011, il comptait 16 habitants.

## Démographie
| 1948 | 1953 | 1961 | 1971 | 1981 | 1991 | 2002 | 2011 |
| ---- | ---- | ---- | ---- | ---- | ---- | ---- | ---- |
| 217  | 211  | 184  | 127  | 65   | 38   | 34   | 16   |

|  |